# علی بی‌لی (قاخ)
علی بی‌لی (به لاتین: Əlibəyli) یک منطقه مسکونی در جمهوری آذربایجان است که در شهرستان قاخ واقع شده است. علی بی‌لی ۱۹۲۱ نفر جمعیت دارد. بیشتر مردم این ناحیه گرجی هستند.